# RZ Волос Вероники
RZ Волос Вероники (лат. RZ Comae Berenices) — тройная звезда в созвездии Волос Вероники на расстоянии приблизительно 666 световых лет (около 204 парсек) от Солнца. Возраст звезды определён как около 4,61 млрд лет.
Пара первого и второго компонентов — двойная затменная переменная звезда типа W Большой Медведицы (EW). Видимая звёздная величина звезды — от +11,13m до +10,42m. Орбитальный период — около 0,3385 суток (8,1241 часа).

## Характеристики
Первый компонент — оранжево-жёлтый карлик спектрального класса K0, или G9, или G0V. Масса — около 0,573 солнечной, радиус — около 0,82 солнечного, светимость — около 0,93 солнечной. Эффективная температура — около 6246 K*.
Второй компонент — жёлто-оранжевый карлик спектрального класса G9, или K0. Масса — около 1,249 солнечной, радиус — около 1,15 солнечного, светимость — около 1,63 солнечной. Эффективная температура — около 6070 K*.
Третий компонент. Масса — около 0,144 солнечной. Орбитальный период — около 41,4 года*.

## Планетная система
В 2019 году учёными, анализирующими данные проектов HIPPARCOS и Gaia, у звезды обнаружена планета HIP 61414 b.